# Авен-ле-Конт (кантон)
Авен-ле-Конт (фр. d'Avesnes-le-Comte) — кантон во Франции, находится в регионе О-де-Франс, департамент Па-де-Кале. Входит в состав округа Аррас.

## История
До 2015 года в состав кантона входили коммуны:
Авен-ле-Конт, Бавенкур, Барли, Берланкур-ле-Коруа, Бодрикур, Бофор-Блавенкур, Варлюзель, Гран-Рюллекур, Денье, Живанши-ле-Нобль, Иверни, Канеттмон, Кульмон, Кутюрель, Латтр-Сен-Кантен, Ле-Суиш, Линьерей, Льянкур, Манен, Маньикур-сюр-Канш,  Нуаэллетт, Нуайель-Вьон, Отвиль, Ребрёв-сюр-Канш, Ребрёвьетт, Сар-ле-Буа, Сольти, Сомбрен, Сю-Сен-Леже, Увен-Увененьель, Эстре-Вамен
В результате реформы 2015 года   состав кантона был изменен: в его состав были включены упраздненный кантон Па-ан-Артуа и большая часть коммун кантонов Бомец-ле-Лож и Обиньи-ан-Артуа.

## Состав кантона с 22 марта 2015 года
В состав кантона входят коммуны (население по данным Национального института статистики за 2017 г.):
- Абарк (667 чел.)
- Авен-ле-Конт (1 853 чел.)
- Аденфер (267 чел.)
- Аллуа (210 чел.)
- Амбрин (226 чел.)
- Амплие (301 чел.)
- Андекур-ле-Рансар (136 чел.)
- Аннекам (194 чел.)
- Анье-ле-Дюизан (649 чел.)
- Аньер (248 чел.)
- Бавенкур (378 чел.)
- Байёльваль (230 чел.)
- Байёльмон (233 чел.)
- Байель-о-Корнай (262 чел.)
- Барли (216 чел.)
- Басё (136 чел.)
- Берланкур-ле-Коруа (279 чел.)
- Берль-Моншель (489 чел.)
- Берль-о-Буа (515 чел.)
- Берневиль (470 чел.)
- Бетонсар (144 чел.)
- Блервиль (307 чел.)
- Бодрикур (88 чел.)
- Бофор-Блавенкур (400 чел.)
- Буари-Сен-Мартен (275 чел.)
- Буари-Сент-Риктрюд (408 чел.)
- Бьянвиллер-о-Буа (647 чел.)
- Ванкетен (720 чел.)
- Варленкур-ле-Па (161 чел.)
- Варлюзель (232 чел.)
- Варлю (376 чел.)
- Виллер-Брюлен (364 чел.)
- Виллер-Сир-Симон (118 чел.)
- Виллер-Шатель (130 чел.)
- Годьямпре (198 чел.)
- Гомкур (94 чел.)
- Гран-Рюлькур (397 чел.)
- Гренкур-ле-Па (30 чел.)
- Гув (197 чел.)
- Гуи-ан-Артуа (328 чел.)
- Денье (87 чел.)
- Дюизан (1 323 чел.)
- Живанши-ле-Нобль (150 чел.)
- Иверньи (254 чел.)
- Изель-ле-Амо (728 чел.)
- Камблен-л'Аббе (655 чел.)
- Камблинёль (335 чел.)
- Канетмон (70 чел.)
- Капель-Фермон (220 чел.)
- Куэн (104 чел.)
- Кульмон (122 чел.)
- Кутюрель (68 чел.)
- Ла-Коши (209 чел.)
- Ла-Эрльер (145 чел.)
- Латр-Сен-Кантен (268 чел.)
- Ле-Суиш (164 чел.)
- Линьерёй (139 чел.)
- Льянкур (293 чел.)
- Манен (184 чел.)
- Маньикур-ан-Конт (646 чел.)
- Маньикур-сюр-Канш (112 чел.)
- Мезьер (195 чел.)
- Менговаль (231 чел.)
- Мондикур (575 чел.)
- Монтенескур (455 чел.)
- Монши-о-Буа (556 чел.)
- Моншье (96 чел.)
- Нуайеллетт (169 чел.)
- Нуайель-Вьон (294 чел.)
- Обиньи-ан-Артуа (1 466 чел.)
- Орвиль (391 чел.)
- От-Авен (440 чел.)
- Отвиль (314 чел.)
- Па-ан-Артуа (762 чел.)
- Пенен (480 чел.)
- Поммера (307 чел.)
- Помье (235 чел.)
- Пюизье (654 чел.)
- Рансар (396 чел.)
- Ребрёв-сюр-Канш (191 чел.)
- Ребрёвьет (266 чел.)
- Ривьер (1 121 чел.)
- Сави-Берлет (900 чел.)
- Сайи-о-Буа (308 чел.)
- Сар-ле-Буа (80 чел.)
- Сартон (184 чел.)
- Сент-Аман (120 чел.)
- Симанкур (557 чел.)
- Сольти (770 чел.)
- Сомбрен (239 чел.)
- Суастр (376 чел.)
- Сю-Сен-Леже (372 чел.)
- Тенк (820 чел.)
- Тийуа-ле-Эрмавиль (221 чел.)
- Тьевр (112 чел.)
- Увен-Увиньёль (235 чел.)
- Фамешон (117 чел.)
- Фишё (516 чел.)
- Фонкевиллер (427 чел.)
- Фосё (133 чел.)
- Фревен-Капель (383 чел.)
- Фревиллер (237 чел.)
- Шеле (251 чел.)
- Эбютерн (522 чел.)
- Эмберкан (219 чел.)
- Эню (165 чел.)
- Эрмавиль (535 чел.)
- Эстре-Вамен (184 чел.)

## Политика
На президентских выборах 2022 г. жители кантона отдали в 1-м туре Марин Ле Пен 34,0 % голосов против 26,7 % у Эмманюэля Макрона и 11,3 % у Жана-Люка Меланшона; во 2-м туре в кантоне победила Ле Пен, получившая 53,9 % голосов. (2017 год. 1 тур: Марин Ле Пен – 32,1 %,  Франсуа Фийон – 20,5 %, Эмманюэль Макрон – 19,3 %, Жан-Люк Меланшон – 14,0 %; 2 тур: Макрон – 50,2 %). 
С 2021 года кантон в Совете департамента Па-де-Кале представляют член совета коммуны Тенк Мариз Делассюс (Maryse Delassus) (Республиканцы) и мэр коммуны Фамешон Себастьен Энкене (Sébastien Henquenet) (Разные правые). 
|                | Кандидаты                         | Партия                   | Первый тур | Первый тур     | Второй тур | Второй тур |
| Кол-во голосов | Кандидаты                         | Партия                   | % голосов  | Кол-во голосов | % голосов  |            |
| -------------- | --------------------------------- | ------------------------ | ---------- | -------------- | ---------- | ---------- |
|                | Мариз Делассюс Себастьен Энкене   | Разные правые            | 4 123      | 31,92          | 8 186      | 67,87      |
|                | Барбара Карпантье Жиль Монкан     | Национальное объединение | 3 209      | 24,84          | 3 875      | 432,13     |
|                | Себастьен Берту Фабьян Квятковски | Разные левые             | 2 640      | 20,44          |            |            |
|                | Николя Капрон Сабина Сюрель       | Прочие                   | 1 549      | 11,99          |            |            |
|                | Алексис Вен Анн-Софи Форо-Броссар | Европа Экология Зелёные  | 1 396      | 10,81          |            |            |

|                | Кандидаты                        | Партия                    | Первый тур | Первый тур     | Второй тур | Второй тур |
| Кол-во голосов | Кандидаты                        | Партия                    | % голосов  | Кол-во голосов | % голосов  |            |
| -------------- | -------------------------------- | ------------------------- | ---------- | -------------- | ---------- | ---------- |
|                | Мариз Делассюс Мишель Пети       | Союз за народное движение | 6 595      | 38,10          | 9 287      | 58,12      |
|                | Эмили Бодуэн Жан-Пьер Д'Олландер | Национальный фронт        | 6 193      | 35,78          | 6 693      | 41,88      |
|                | Ян Дезольти Лизьян Превос        | Социалистическая партия   | 4 522      | 26,12          |            |            |

|  | Кандидат          | Партия                   | % голосов |
|  | ----------------- | ------------------------ | --------- |
|  | Жан-Пьер Дефонтен | Радикальная партия левых | 54,11     |
|  | Кристин Бертон    | Новый центр              | 45,89     |

|  | Кандидат          | Партия                    | % голосов |
|  | ----------------- | ------------------------- | --------- |
|  | Жан-Пьер Дефонтен | Радикальная партия левых  | 50,47     |
|  | Ален Лаверсен     | Союз за народное движение | 49,53     |